# Isaac Le Chapelier

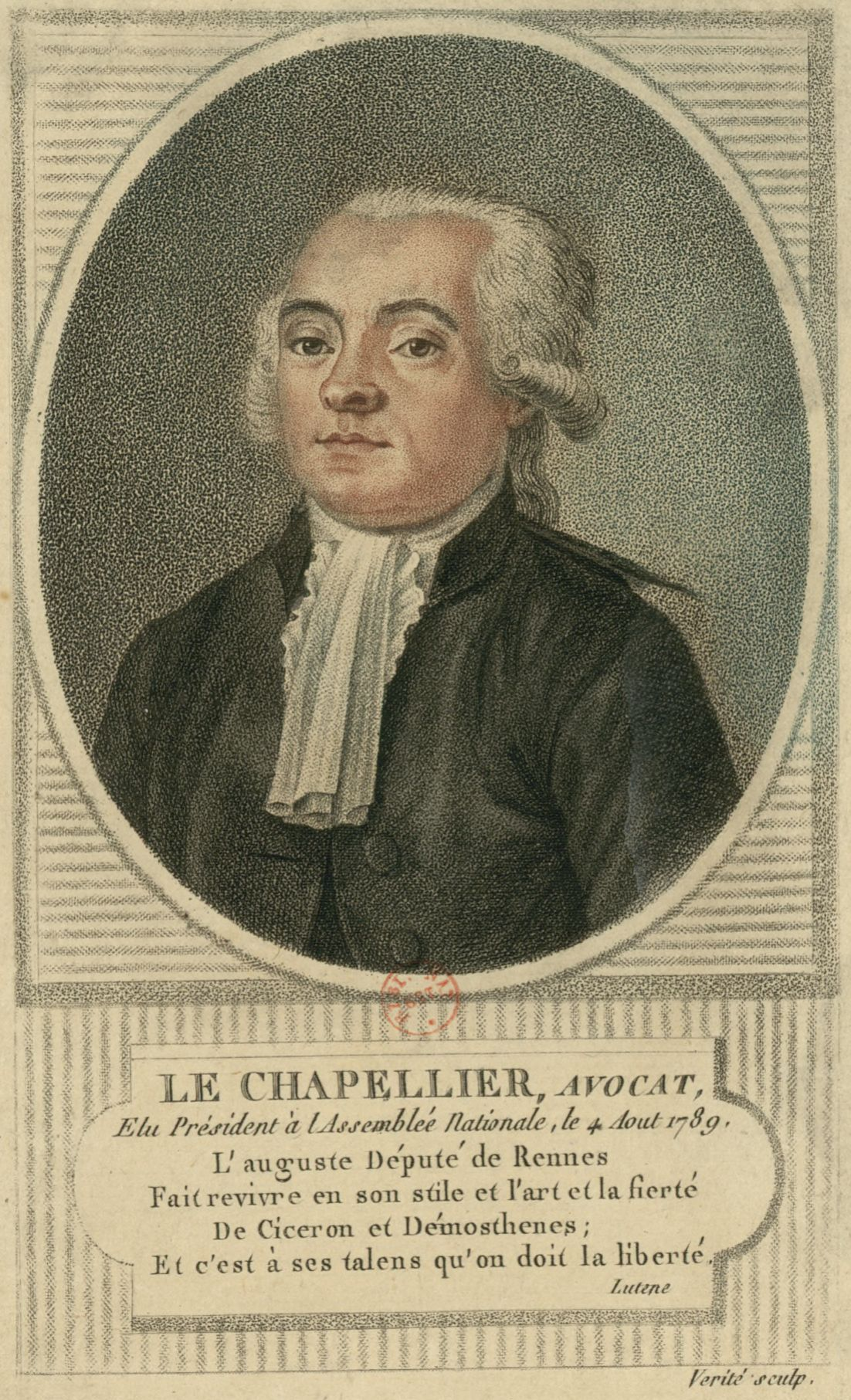
Isaac Le Chapelier

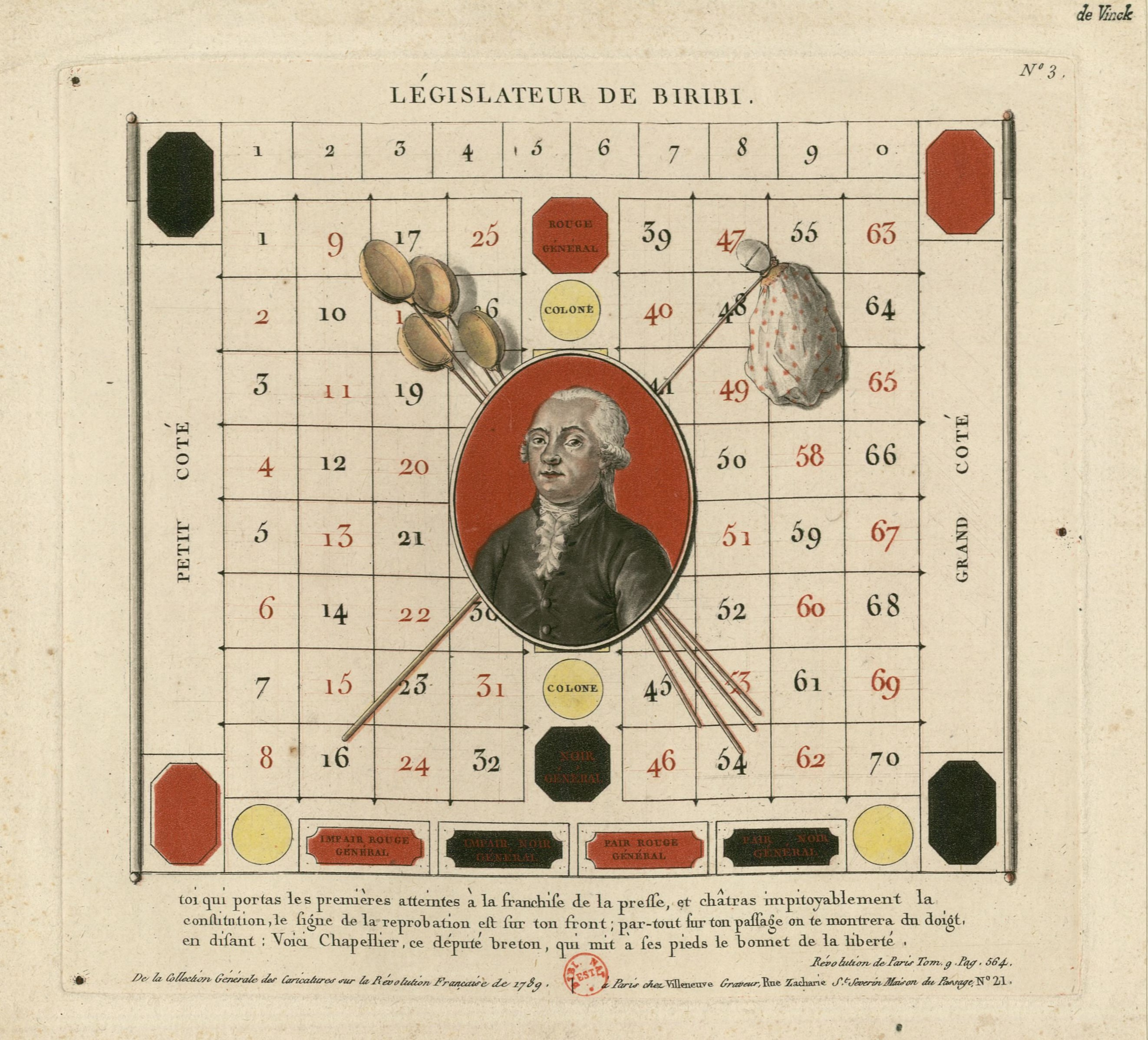
Caricatura de Isaac Le Chapelier como législateur de biribi

Isaac-René-Guy Le Chapelier (Rennes, 12 de junio de 1754 - París, 22 de abril de 1794) fue un político francés de la época de la Revolución.

## Biografía
Estudió en la Facultad de Derecho de la universidad de Rennes. Ejerció como abogado en esa ciudad, donde destacó por su oposición a los estamentos privilegiados. Elegido diputado por el Tercer Estado para los Estados Generales de 1789, fue uno de los fundadores del club bretón junto con Lanjuinais, Defermon y Coroller. En ese club, pocos días antes de la apertura de los Estados Generales, los diputados de Bretaña se reunieron para coordinar su postura política, antes de reunirse con los demás diputados. Así se conformó uno de los principales grupos políticos de la Revolución francesa, antecesor del club de los jacobinos.
Demostró ser un brillante orador, y sirvió como cuarto presidente de la Asamblea Nacional Constituyente del 3 al 16 de agosto de ese año, sucediendo a François Alexandre Frédéric, duque de La Rochefoucaud-Liancourt, y a Jean-Guillaume Touret, que había rechazado el cargo.
Tras las jornadas de octubre de 1789, el club bretón se instaló en el antiguo Convento de los Jacobinos de París y tomó el nombre oficial de Société des Amis de la Constitution, del que Le Chapelier fue nombrado como primer presidente.
Le Chapelier fue uno de los que reclamaron la transformación de los bienes del clero en bienes nacionales. Intervino en la elaboración de las leyes más importantes, de entre las que una recibió su nombre: la ley Le Chapelier de 14 de junio de 1791, que prohibía las corporaciones, el compagnonnage, las coaliciones obreras y la huelga.
Las amistades que mantenía con personalidades del Club des Feuillants le hicieron sospechoso entre algunos de sus compañeros jacobinos, que le acusaron de querer restablecer la autoridad real. Sintiéndose amenazado, huyó a Inglaterra, aunque volvió para impedir la confiscación de sus bienes.
Retirado a Forges-les-Eaux, el 14 de febrero de 1794 (26 pluviose del año II) envió una carta a Barère proponiéndose para una misión de espionaje en Londres donde decía connaitre beaucoup de monde ("conocer a mucha gente"). Fue detenido y conducido ante el tribunal révolutionnaire ("tribunal revolucionario") que le condenó a muerte. Fue guillotinado el mismo día que Malesherbes.

## Citas
Il n’y a de pouvoirs que ceux constitués par la volonté du peuple exprimée par les représentants ; il n’y a d’autorités que celles déléguées par lui ; il ne peut y avoir d’action que celle de ses mandataires revêtus de fonctions publiques.
C’est pour conserver ce principe dans toute sa pureté que, d’un bout de l’Empire à l’autre, la Constitution a fait disparaître toutes les corporations, et qu’elle n’a plus reconnu que le corps social et les individus.[…]
Il n’y a plus de corporations dans l’État ; il n’y a plus que l’intérêt de chaque individu et l’intérêt général. Il n’est permis à personne d’inspirer aux autres citoyens un intérêt intermédiaire, de les séparer de la chose publique par un esprit de corporation.

Il me parait à moi qu’il n’y a pas un homme sensé et véritablement humain qui puisse songer à proposer l’affranchissement des noirs.